# Wald der Erinnerung (Madrid)

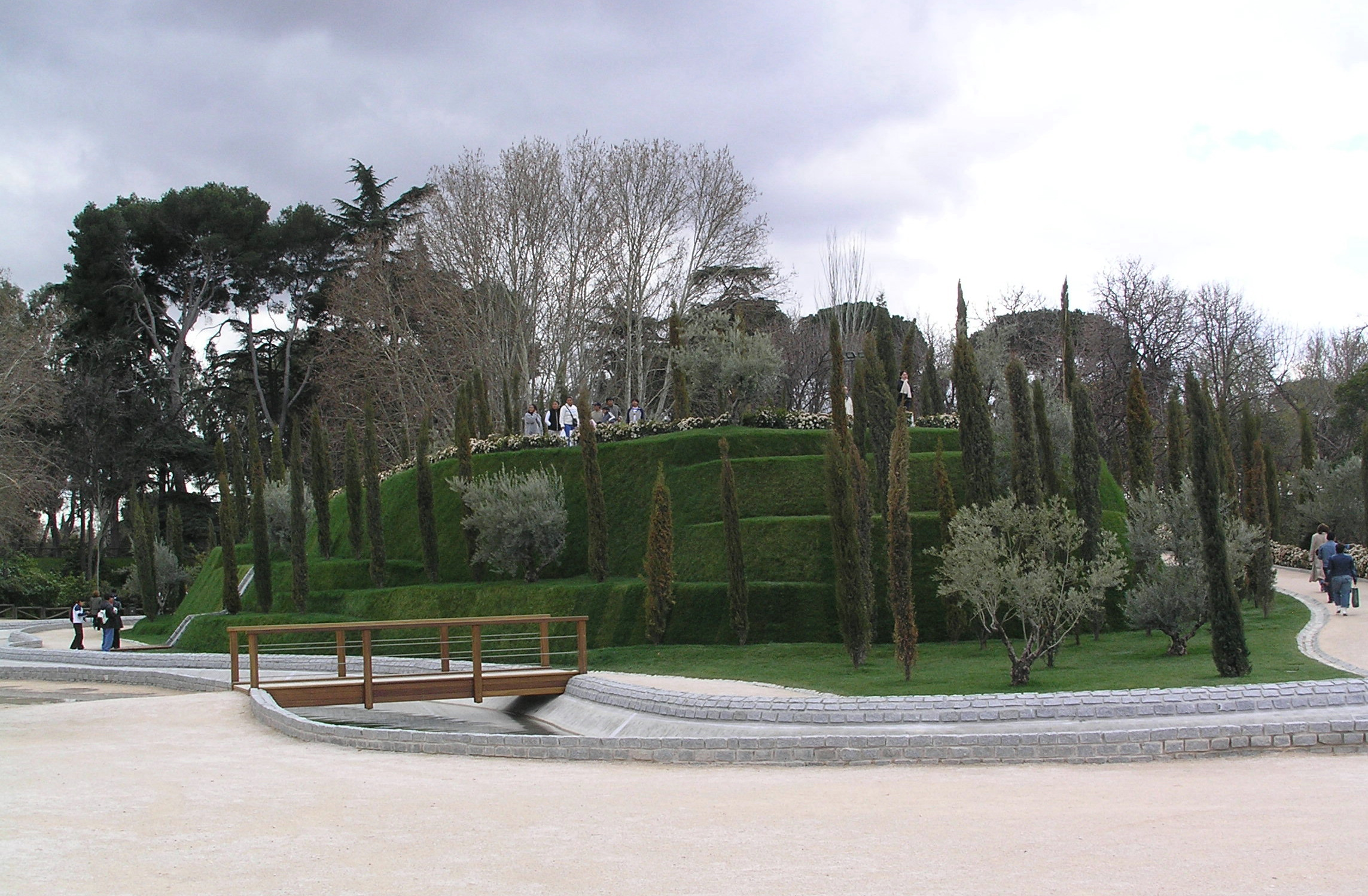
Der Wald der Erinnerung

Der Wald der Erinnerung (spanisch Bosque del Recuerdo), ehemals Wald der Abwesenden (spanisch Bosque de los Ausentes), ist eine Gedenkstätte im Park Parque del Buen Retiro in der spanischen Hauptstadt Madrid. Sie erinnert an die 191 Menschen, die bei den am 11. März 2004 auf mehrere Madrider Vorortzüge verübten Attentaten ums Leben kamen, und den am 3. April beim Sturm auf die Wohnung der Attentäter getöteten Polizisten eines Sonderkommandos. Der Name der Gedenkstätte wurde auf Wunsch der Angehörigen geändert, da die Opfer der Anschläge für sie nicht abwesend seien.
Das Denkmal besteht aus 192 Bäumen, darunter 22 Olivenbäumen und 170 Zypressen, die von einem kleinen Fluss eingefasst werden. Jeder Baum steht dabei für eines der Opfer und das Wasser symbolisiert das Leben. Dieses Konzept des „lebenden Denkmals“ ist mit früheren Arbeiten wie Jenny Holzers Schwarzem Garten verglichen worden. Bei der Festlegung der Zahl der gedachten Opfer kam es – Anzeichen der Schwierigkeiten der spanischen Erinnerungskultur – zum politischen Konflikt; von Seite der lokalen Rechtsparteien wurde als 192. Opfer ein ungeborenes Kind bezeichnet, das im Mutterleib umgekommen war, von Seiten der sozialdemokratischen Zentralregierung aber der Polizist, der am 3. April 2004 gestorben war.
Am 11. März 2005 wurde die Gedenkstätte von König Juan Carlos und Königin Sophia eingeweiht, die einen Strauß weißer Blumen mit der Botschaft „In Gedenken an die Opfer des Terrorismus“ niederlegten. Während der Zeremonie wurden auf Wunsch der Angehörigen der Opfer keine Reden gehalten; ein 17-jähriger Cellist spielte Pau Casals’ Version des Cant dels Ocells. Unter den Gästen der Zeremonie waren neben dem damaligen spanischen Kronprinzen Felipe und seiner Frau Letizia Ministerpräsident Zapatero und Oppositionsführer Mariano Rajoy sowie die Botschafter aller 16 Staaten, die unter den Toten Opfer zu beklagen hatten. An Staatsoberhäuptern waren König Mohammed VI. von Marokko und Großherzog Henri von Luxemburg sowie die Präsidenten Hamid Karzai (Afghanistan), Abdoulaye Wade (Senegal), Ely Ould Mohamed Vall (Mauretanien) und Jorge Sampaio (Portugal) anwesend. Vertreter internationaler Organisationen waren Kofi Annan als Generalsekretär der Vereinten Nationen, Javier Solana als Generalsekretär des Rates der Europäischen Union und Josep Borrell als Präsident des Europäischen Parlaments.
An der Gedenkstätte findet sich kein Hinweis auf die Bedeutung des Ortes. Zum 10-jährigen Gedenken an die Anschläge fand eine weitere große Gedenkfeier statt.

## Belege
1. ↑  Políticos y familiares homenajean en el ‘Bosque del Recuerdo’ a las víctimas del 11-M. In: El País, 11. März 2006 (spanisch).
2. ↑  Manuel Muncharaz Pou: Proyecto y diseño de áreas verdes. Ediciones Mundi-Prensa, Madrid 2013, S. 172 (spanisch).
3. ↑  Ana María Rabe: El arte y la creación de futuras memorias. Monumento e intervención artística en espacios urbanos. In: Faustino Oncina, María Elena Cantarino (Hrsg.): Estética de la memoria. Prensa de la Universitat de València, Valencia 2011, S. 159–192, hier S. 186 (spanisch).
4. ↑  Ofelia Ferrán: Working Through Memory. Writing and Remembrance in Contemporary Spanish Narrative. Associated University Presses, Cranburg NJ 2007, S. 299, Endnote 1 (englisch).
5. ↑  Madrid-Anschläge geben heute noch Rätsel auf. In: Salzburger Nachrichten, 11. März 2014.
6. ↑  Einheit beim Gedenken an die Terroropfer von Madrid. In: Wochenblatt.es, 24. März 2015.

Koordinaten: 40° 24′ 43″ N, 3° 41′ 13″ W